# Riccardo Muti
Riccardo Muti (Nápoles, 28 de julio de 1941) es un director de orquesta italiano, conocido por haber sido director musical del teatro de ópera La Scala de Milán desde 1986 hasta 2005. Junto a Claudio Abbado, ambos son vistos como los máximos exponentes de los directores italianos de su generación, y por su estilo y temperamento, visto como el continuador de Arturo Toscanini. Es uno de los grandes maestros del repertorio lírico italiano, con incursiones exitosas en Mozart, Brahms y Schumann. Actualmente es director titular de la Orquesta Sinfónica de Chicago. El 4 de mayo de 2011 fue galardonado con el Premio Príncipe de Asturias de las Artes.

## Biografía
Hijo de un médico y una cantante lírica, estudió en el Conservatorio de Nápoles. Años más tarde, Muti se trasladó a Milán para perfeccionar sus estudios musicales y allí recibió clases de composición y dirección bajo la tutela de los profesores Bruno Bettinelli y Antonino Votto, este último asistente de Toscanini en La Scala y luego sigue su formación con Nino Rota. Toma parte en los cursos de dirección orquestal impartidos por Franco Ferrara en 1965 en Venecia, dos años más tarde, en 1967, Muti fue el primer italiano en conquistar la Competición de Dirección Orquestal Guido Cantelli celebrada en Milán. Aquel galardón le posibilitó dirigir para algunas de las emisoras de la RAI y ofrecer algunos conciertos en Checoslovaquia.
Ha trabajado como director principal de algunas de las orquestas y festivales más reconocidos del mundo. Dirige el Maggio Musicale Fiorentino de 1968 a 1980; la londinense Orquesta Philharmonia, a partir de 1972 (sucediendo a Otto Klemperer); por sugerencia de Eugene Ormandy lo sucede en la Orquesta de Filadelfia, de 1980 a 1992 (con la que realiza varias giras internacionales); y la Orquesta del Teatro La Scala, desde 1987. La formación de Filadelfia no pudo haber encontrado a un director más adecuado a su cultura sonora y, pese a resultar más rudo que su antecesor, consiguió dotar a la orquesta de un elegante sello propio caracterizado por un repertorio muy tradicional y un estilo perfeccionista y brillante, siendo sus registros sinfónicos de la obra de Beethoven y Brahms muy bien acogidos por la crítica.
También es invitado regularmente por la Filarmónica de Berlín y la Filarmónica de Viena, y el Festival de Salzburgo desde 1971, donde se le reconoce su labor con las óperas de Mozart.
Ha trabajado regularmente con teatros de ópera de Filadelfia, Múnich, Viena y el Covent Garden de Londres, además del Festival de Ravena donde en 1969 conoció a su fundadora con quien se casó, Cristina Mazzavillani con quien tuvo tres hijos, 2 varones y una mujer: Francesco, Chiara y Domenico.
En La Scala, Muti se destaca por explorar trabajos poco conocidos del repertorio neo-clásico, como Lodoïska de Luigi Cherubini y La Vestale de Gaspare Spontini así como Ifigenia en Táuride de Gluck. Con motivo de la reapertura de La Scala en 2004 tras las obras de restauración, dirigió L'Europa Riconosciuta de Antonio Salieri obra con la que se inauguró el teatro en 1778.
Muti se ha destacado por su fanática adherencia a versiones que respetan las intenciones del compositor tal como están escritas en la partitura, destacándose sus versiones de óperas de Giuseppe Verdi como La Traviata (con Renata Scotto y Alfredo Kraus), Nabucco, Macbeth, Otello, Rigoletto, I vespri siciliani, Falstaff, Un ballo in maschera y otras sin olvidar sus versiones del Requiem con Luciano Pavarotti y la grabación de Aída con Montserrat Caballé y Plácido Domingo.
En 2005, renunció al cargo en La Scala por sus diferencias con el director general Carlo Fontana. En su periodo como titular del teatro y los conciertos sinfónicos de la orquesta cada una de sus actuaciones constituyó un acontecimiento y especialmente las funciones inaugurales de cada temporada.
Su repertorio sinfónico es muy amplio, pero destaca su interés por la música orquestal de Beethoven, Schumann o Skriabin de los que tiene grabadas versiones de referencia. También por los compositores contemporáneos como Britten, Hindemith o Ligeti. En sus grabaciones y conciertos, Muti vuelve a la partitura original para eliminar toda práctica interpretativa errónea que no aparezca en el texto inicial. En su trabajo se refleja la influencia del director Arturo Toscanini. Su estilo interpretativo sigue una línea cercana a Franco Ferrara, buscando crear un clima que integre al oyente en la partitura y reflejando una gran maestría en el ajuste de los tempos. 
En el año 2000 le fue concedido el Premio de la Fundación Wolf de las Artes de Jerusalén.
En los años 1993, 1997, 2000 y 2004, tuvo el honor de dirigir el Concierto de Año Nuevo de Viena, con la Orquesta Filarmónica de Viena. Volvió a dirigirlo en 2018, 2024.y 2025.
El 16 de marzo de 2005 la orquesta y el equipo de La Scala votaron mayoritariamente para exigir la renuncia del director. El origen de la disputa está en la renuncia del gerente general del teatro, Carlo Fontana, por problemas con Muti. Sin embargo, también hay constancia de alegaciones realizadas por los propios integrantes de dicha orquesta en las que se justifica por qué debía dimitir, y es que, según ellos, el estilo del maestro Muti no les permitía "evolucionar como músicos".
Director mozartiano, se le encargó dirigir la ópera La flauta mágica en el Festival de Salzburgo, conmemorando el 250.º aniversario de Mozart en el año 2006, versión que ha llegado a ser considerada entre las referenciales en los últimos años.
De 2007 a 2011 fue director musical del Festival de Pentecostés de Salzburgo, en el que se centró en la recuperación de óperas de compositores napolitanos del siglo XVIII. Posteriormente, en colaboración con el Festival de Ravenna y el Teatro Real de Madrid, ha continuado con esta labor, principalmente con las obras de Saverio Mercadante, dirigiendo a la Orchestra Giovanile Luigi Cherubini, fundada por él mismo.
En el 2010 debutó tardíamente en el Metropolitan Opera de Nueva York con Attila de Verdi y se hizo cargo de la Orquesta Sinfónica de Chicago cargo que actualmente alterna con la dirección musical del Teatro de la Ópera de Roma. En su primera temporada en Chicago tuvo que retirarse temporalmente por enfermedad después del concierto inaugural. El 4 de febrero de 2011, en Chicago en un ensayo con la orquesta tuvo un desvanecimiento y se fracturó la mandíbula, de la que fue operado. También le diagnosticaron una dolencia cardíaca y le pusieron un marcapasos.
Muti es miembro honorario de la Royal Academy of Music y ha sido condecorado con la Orden al Mérito de la República Italiana en 1990, con la Legión de Honor francesa el 4 de junio de 2010 y con el Premio Príncipe de Asturias de las Artes en 2011.
En 2010 se publicó su autobiografía Prima la musica, poi le parole. El 13 de febrero de 2011, como director de la Orquesta Sinfónica de Chicago, ganó 2 Grammy en las categorías Best Classical Album y Best Choral Performance por la grabación del Requiem (Verdi) con Barbara Frittoli.[6] Dirigió  Macbeth, una de sus óperas favoritas, en agosto de 2011 en el Festival de Salzburgo y en noviembre y diciembre en el Teatro de la Ópera de Roma.
En enero del 2012 dirigió el Requiem (Verdi) en la Opéra-Comédie de Montpellier, en marzo y abril I due Figaro en el Teatro Real de Madrid, en mayo y junio Attila en el Teatro de la Ópera de Roma, en julio Sancta Susanna de Paul Hindemith en el Teatro Dante Alighieri, en agosto y septiembre I due Figaro en el Teatro Colón de Buenos Aires y en noviembre Simon Boccanegra en Roma, tomado en vídeo por la Rai.
En el 2013 dirigió I due Foscari en Roma, Don Pasquale en Madrid, Nabucco en Ravenna, Roma y Salzburgo y Ernani en Roma.
En el 2014 dirigió Manon Lescaut con Anna Netrebko en Roma, el Requiem (Verdi) con Francesco Meli en el Teatro Real de Madrid y con Daniela Barcellona y Riccardo Zanellato en el Ravenna Festival y en el Festival de Ljubljana y Simon Boccanegra y Nabucco con Sonia Ganassi en el Tokyo Bunka Kaikan.

## Estilo musical
Riccardo Muti es uno de los directores más notables de su generación. Ha sido considerado por sus características interpretativas como el heredero más dotado de Toscanini. Su facilidad para transmitir música es tan natural como quien habla o realiza otra función humana habitual. Su actitud ante la orquesta es tensa y expectante, con una atenta mirada que está siempre alerta a la claridad de la exposición y a la firmeza del discurso. La gran personalidad desprendida en su presencia sobre el podio le hace buscar con afán el pulimento sonoro y el máximo equilibrio entre las dinámicas y los ritmos. Su estilo de batuta, claro, vigoroso y potente, se asienta en una fidelidad absoluta a la partitura aunque siempre tratando de encontrar una belleza sonora que va mucho más allá del plano meramente objetivo. Dotado de una portentosa inteligencia musical, Muti se ha destacado como una de las pocas figuras que han triunfado tanto en los coliseos operísticos como en las salas sinfónicas. El extenso repertorio de Muti abarca desde las creaciones del periodo clásico hasta la música del siglo XX con una especial predilección por Verdi, de quien, a juicio de los especialistas, es su mejor traductor en la actualidad. Hombre de carácter serio, con su autoridad y conocimiento, Muti siempre consigue hacerse entender y convencer dentro de una trayectoria en la que camina con paso firme y seguro. Su gesto es tan amplio y elegante que algunos críticos han aludido a que Muti es un director neoclásico. Admirador de Karel Ancerl, Muti mantuvo una muy cordial relación con Herbert von Karajan a pesar de que se acusó al maestro austríaco de querer reventar la imparable trayectoria de Muti ofreciéndole el regalo envenenado de dirigir en 1979 en Salzburgo una ópera mozartiana. Muti no sólo aceptó el envite, sino que al año siguiente repitió el éxito con otra producción mozartiana. En otra ocasión, Karajan había grabado la Segunda Sinfonía de Brahms justo unas horas antes de que Muti interpretara esta misma obra durante un concierto como invitado de la Orquesta Filarmónica de Berlín. El viejo maestro salzburgués, con un agudo sentido del humor, le dijo a Muti: –“¿Cómo van esos ensayos? No me dirás que no te he preparado bien la orquesta, ¿eh?”.
Riccardo Muti se ha sentido atraído por repertorios, como el ruso, sin descuidar la tradición operística italiana y el sinfonismo alemán. Aunque con una cierta fama de severo y difícil para los profesores de las orquestas Muti es uno de los directores más reconocidos del mundo por la limpieza de su oficio, la rectitud y lo acertado de sus interpretaciones.

## Política
El 12 de marzo de 2011, el Teatro de la Ópera de Roma estrenó la primera de una serie de representaciones de la ópera Nabucco de Verdi bajo la dirección de Muti. Al final del coro "Va pensiero", Muti — rompiendo con el protocolo operístico establecido y las convenciones del mismo Verdi — se dirigió al público pronunciando un pequeño discurso sobre los severos recortes presupuestarios del gobierno de Silvio Berlusconi, que afectarían especialmente los fondos destinados a la promoción de las artes. Muti habló de la necesidad de mantener la cultura viva en Italia: "[...] Matar la cultura en un país como Italia es un crimen contra la sociedad [...]". Luego Muti invitó al público a participar en un encore de "Va pensiero". La audiencia se levantó en masa para cantar junto al coro, muchos de los cuales terminaron en lágrimas.  Muti afirmó a posteriori que esa fue la primera vez en su vida que conducía a público y orquesta juntos, y que sería la última.
El 18 de marzo se repitió la representación de Nabucco frente al presidente italiano Giorgio Napolitano y al primer ministro Silvio Berlusconi.

## Discografía seleccionada

### CD
- Beethoven: Concierto para violín Op. 61. Repin, Wiener Philharmoniker, 2007 (DG).
- Beethoven: Sinfonías n.º 1 & n.º 5. Orquesta de Filadefia, 2005 (EMI).
- Beethoven: Sinfonía n.º 3 & Oberturas. Orquesta de Filadefia, 2005 (EMI).
- Beethoven: Sinfonía n.º 6; Leonore Obertura n.º 3. Orquesta de Filadefia, 2006 (EMI).
- Beethoven: Sinfonías n.º 7 & n.º 8. Orquesta de Filadefia, 2005 (EMI).
- Beethoven: Sinfonía n.º 9 Op. 125 "Coral". Cheryl Studer, James Morris, Orquesta de Filadefia, Peter Seiffert, Westminster Choir, Delores Ziegler, 2005 (EMI).
- Beethoven: The Complete Symphonies. 2011 (Warner, EMI).
- Bellini: Norma. Coro del Maggio Musicale Fiorentino, Jane Eaglen, Dimitri Kavrakos, Vincenzo La Scola, Orchestra del Maggio Musicale Fiorentino, Ernesto Gavazzi, Carmela Remigio, Eva Mei, 2012 (EMI).
- Bellini: I Capuleti ed i Montecchi. Agnes Baltsa, Chorus of the Royal Opera House, Covent Garden, Dano Raffanti, Edita Gruberova, Gwynne Howell, John Tomlinson, Orchestra of the Royal Opera House, Covent Garden 2005 (EMI).
- Bellini: I Puritani. 2003 (EMI).
- Berlioz: Symphonie fantastique; Romeo y Julieta. Orquesta de Filadefia, 2011 (Warner).
- Brahms: Sinfonías completas, Variaciones sobre un tema de Haydn, Obertura trágica, Obertura del festival académico. Philadelphia Orchestra, 2002 (Philips).
- Bruckner: Sinfonías n.º 4 & 6. Berliner Philharmoniker, 2011 (Warner).
- Chaikovski: El lago de los cisnes & La bella durmiente Suites. Orquesta de Filadefia, 2012 (EMI).
- Chaikovski: Sinfonías n.º 1-6; Ballet Music. 2011 (Warner, EMI).
- Cherubini: Missa Solemnis. Symphonieorchester des Bayerischen Rundfunks, 2007 (EMI).
- Debussy: La mer. Orquesta de Filadelfia 1994 (EMI).
- Donizetti: Don Pasquale. Ambrosian Opera Chorus, Orquesta Philharmonia 2010 (EMI).
- Dvořák: Sinfonía n.º 9 "Del Nuevo Mundo"; Chaikovski: Romeo y Julieta Obertura. 2003 (EMI).
- Gluck: Orfeo ed Euridice. Orquesta Philharmonia, 1982 (EMI).
- Handel: Música acuática. Berliner Philharmoniker, 2005 (EMI).
- Haydn: Las siete últimas palabras de Cristo en la cruz. Berliner Philharmoniker, 1993 (EMI).
- Leoncavallo: Pagliacci. Dessì, Pavarotti, Pons, 1992 (Decca).
- Liszt: A Faust Symphony. Orquesta de Filadefia, 2008 (EMI).
- Mahler: Sinfonía n.º 1. Orquesta de Filadelfia 1984 (EMI).
- Mascagni: Cavalleria rusticana. Leoncavallo: I Pagliacci. Orquesta Philharmonia 1979 (EMI).
- Mendelssohn: Sinfonías n.º 3-5. 2011 (Warner, EMI).
- Mozart: Così fan tutte. Wiener Philharmoniker, 1983 (EMI).
- Mozart: Don Giovanni. Wiener Philharmoniker, 2003 (EMI).
- Mozart: The Da Ponte Operas. 2013 (Warner, EMI).
- Mozart: Le nozze di Figaro. Konzertvereinigung der Wiener Staatsopernchor, Wiener Philharmoniker, 1987 (EMI).
- Mozart: Réquiem & Ave verum. Berliner Philharmoniker, 2011 (EMI).
- Mozart: Conciertos para violin n.º 2 & n.º 4; Divertimento n.º 1. Frank Peter Zimmermann, Berliner Philharmoniker, Jörg Faerber, Württembergisches Kammerorchester Heilbronn, 2003 (EMI).
- Mozart, Schumann, Brahms: Sinfonías n.º 35-41, Sinfonías n.º 1-4; Sinfonías n.º 1-4. Wiener Philharmoniker, Orquesta de Filadefia (Decca).
- Mussorgsky: Cuadros de una exposición. Stravinsky: La consagración de la primavera. Orquesta de Filadefia, 1992 (EMI).
- Orff: Carmina Burana. Arleen Auger, John Van Kesteren, Jonathan Summers, 1980 (EMI).
- Paganini: Concierto para violín n.º 4, Suonata Varsavia. Gidon Kremer, Wiener Philharmoniker, 1997 (Philips).
- Prokofiev: Romeo y Julieta Suites; Respighi: Pini di Roma. Orquesta de Filadefia, 2005 (EMI).
- Prokofiev: Ivan the Terrible; Romeo y Julieta. 2011 (Warner, EMI).
- Puccini: Manon Lescaut. Cura, Guleghina, Gallo, Orchestra & Coro del Teatro alla Scala, 1998 (DG).
- Puccini: Tosca. Vaness, Zancanaro, Philadelphia Orchestra, 1992 (Decca).
- Rajmáninov: Concerto para piano n.º 2 & Rapsodia sobre un tema de Paganini. Andrei Gavrilov, Orquesta de Filadefia, 2008 (EMI).
- Ravel: Rapsodie espagnole; Une barque sur l'ocean. Orquesta de Filadefia, 2011 (Warner).
- Respighi: Pini di Roma; Fontane di Roma. Orquesta de Filadefia, 2011 (Warner).
- Rimski-Kórsakov: Scheherazade; Chaikovski: Obertura 1812. Orquesta de Filadefia, 2001 (EMI).
- Rossini: Donna del lago. Blake, Merritt, Anderson, Orchestra & Coro del Teatro alla Scala, 1992 (Decca).
- Rossini: Guglielmo Tell. Zancanaro, Merritt, Surjan, Orchestra & Coro del Teatro alla Scala, 1988 (Decca).
- Rossini: Stabat Mater. Agnes Baltsa, Robert Gambill, Gwynne Howell, Catherine Malfitano, Coro & Orchestra del Maggio Musicale Fiorentino, 1982 (EMI).
- Rota: Music for Film. Orchestra Filarmonica della Scala 1997 (Sony BMG).
- Rota: La Strada, Concerto per archi & Il Gattopardo. Orchestra Filarmonica della Scala 1995 (Sony).
- Rota: Conciertos para piano. Giorgia Tomassi, Orchestra Filarmonica della Scala 1998 (EMI).
- Schubert: Sinfonías n.º 1 & n.º 8. Wiener Philharmoniker, 1991 (EMI).
- Schubert: Sinfonía n.º 9. Wiener Philharmoniker, 1987 (EMI).
- Schubert: Las sinfonías, Rosamunde. Wiener Philharmoniker, 2001 (EMI).
- Schumann: Las sinfonías. Wiener Philharmoniker, 2001 (Philips).
- Schumann: Las sinfonías, Die Braut von Messina, Hermann und Dorothea. Philarmonia Orchestra, 2006 (EMI).
- Scriabin: Sinfonías. Orquesta de Filadefia, 2001 (EMI).
- Verdi: Nabucco. Orquesta Philharmonia, 1978 (EMI).
- Verdi: Aida. 2010 (EMI).
- Verdi: La traviata. Orquesta Philharmonia of London, Renato Bruson, Renata Scotto, Alfredo Kraus 1982 (EMI). Great Recordings of the Century
- Verdi: La traviata. Roberto Gabbiani, Ernesto Gavazzi, Orchestra del Teatro alla Scala, Ernesto Panariello, Tiziana Fabbricini, Antonella Trevisan, Silvestro Sammaritano, Roberto Alagna, Coro del Teatro alla Scala, Enzo Capuano, Orazio Mori, Nicoletta Curiel, Francesco Musinu, Paolo Coni, Enrico Cossutta, 1993 (Sony).
- Verdi: I Vespri Siciliani. Capuano, Cheryl Studer, Chris Merritt, Coro del Teatro alla Scala di Milano, Ernesto Gavazzi, Ferrero Poggi, Ferruccio Furlanetto, Francesco Musinu, Giorgio Zancanaro, Gloria Banditelli, Mario Chingari, Orchestra del Teatro alla Scala di Milano, Paulo Barbacini 1990 (EMI).
- Verdi: Attila. Cheryl Studer, Coro del Teatro alla Scala di Milano, Ernesto Gavazzi, Giorgio Surian, Giorgio Zancanaro, Neil Shicoff, Orchestra del Teatro alla Scala di Milano, Samuel Ramey, 1989 (EMI).
- Verdi: Il trovatore. 2001 (Sony).
- Verdi: Don Carlo. Coro del Teatro alla Scala di Milano, Daniella Dessi, Luciana D'Intino, Luciano Pavarotti, Orchestra del Teatro alla Scala di Milano, Paolo Coni, Samuel Ramey, 2006 (EMI).
- Verdi: Un ballo in maschera. Plácido Domingo, Martina Arroyo, Piero Cappuccilli, Fiorenza Cossotto, Reri Grist 2005 (EMI).
- Verdi: La forza del destino. Giorgio Zancanaro, Mirella Freni, Orchestra del Teatro alla Scala di Milano, Plácido Domingo 2003 (EMI).
- Verdi: Macbeth. Sherrill Milnes, José Carreras, Fiorenza Cossotto, Ruggero Raimondi, 1976 (EMI).
- Verdi: Nabucco. Matteo Manuguerra, Nicolai Ghiaurov, Veriano Luchetti, Elena Obraztsova, Renata Scotto, 1978 (EMI).
- Verdi: Messa da Requiem. Chicago Symphony Orchestra, Chicago Symphony Chorus, Barbara Frittoli, Olga Borodina, Mario Zeffiri, Ildar Abdrazakov, 2010 (CSO Resound). Grammy Award for Best Classical Album 2011
- Verdi: Requiem & Four Sacred Pieces. 2011 (Warner).
- Verdi: Requiem. Luciano Pavarotti, Coro del Teatro alla Scala di Milano, Orchestra del Teatro alla Scala, Milano, Samuel Ramey, Cheryl Studer, Dolora Zajick, 1987 (EMI).
- Verdi: Requiem; Cherubini: Requiem. Agnes Baltsa, Veriano Luchetti, Eugeny Nesterenko, Renata Scotto, 1995 (EMI).
- Verdi: Preludes, Ballet Music & Opera Choruses. 2013 (EMI).
- Verdi: Opera Highlights. 2013 (EMI).
- Vivaldi: Magnificat; Gloria. New Orquesta Philharmonia, 1977 (EMI).
- Vivaldi: Las cuatro estaciones. Giulio Franzetti, 1994 (EMI).
- New Year's Concert 1997. Wiener Philharmoniker (EMI).
- New Year's Concert 2000. Wiener Philharmoniker (EMI).
- New Year's Concert 2004. Wiener Philharmoniker (DG).
- Muti. The Platinum Collection. 2006 (EMI).
- Muti. The Platinum Collection 2. 2006 (EMI).

### DVD & BLU-RAY
- Mozart: La flauta mágica (Salzburgo 2006). Pape, Damrau, Groves, Wiener Philharmoniker, Pierre Audi 2006 (Decca).
- Puccini: Manon Lescaut. Cura, Guleghina, Gallo, Liliana Cavani, 1998 TDK
- Verdi: I vespri siciliani. Cheryl Studer, Chris Merritt, Giorgio Zancanaro, Ferruccio Furlanetto, Coro e Orchestra del Teatro alla Scala di Milano Pier Luigi Pizzi, 1989 Opus Arte
- Verdi: Un ballo in maschera. Licitra, Guleghina, Scala, 2001 RAI, EuroArts